# Brontinae

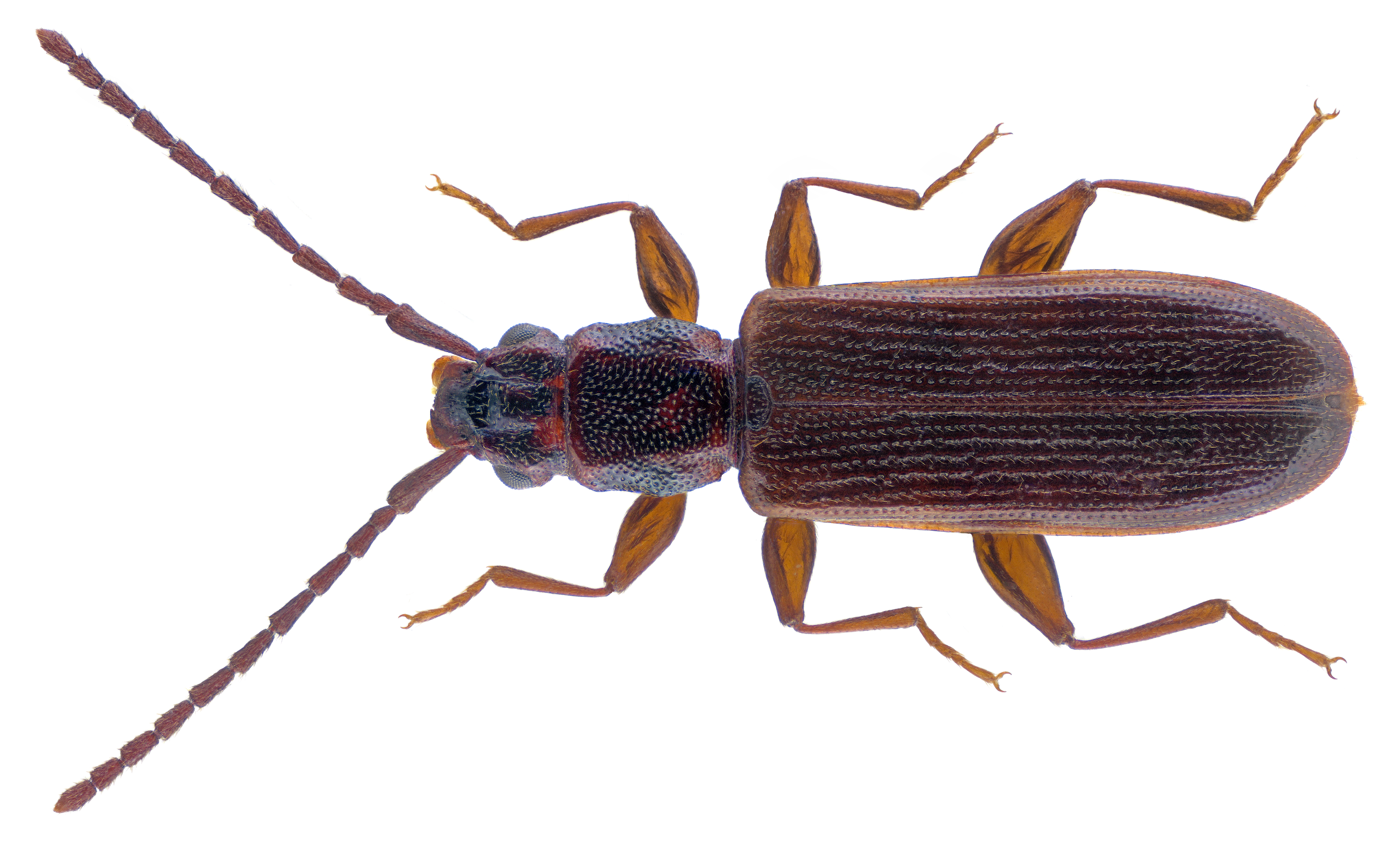
Dendrophagus crenatus

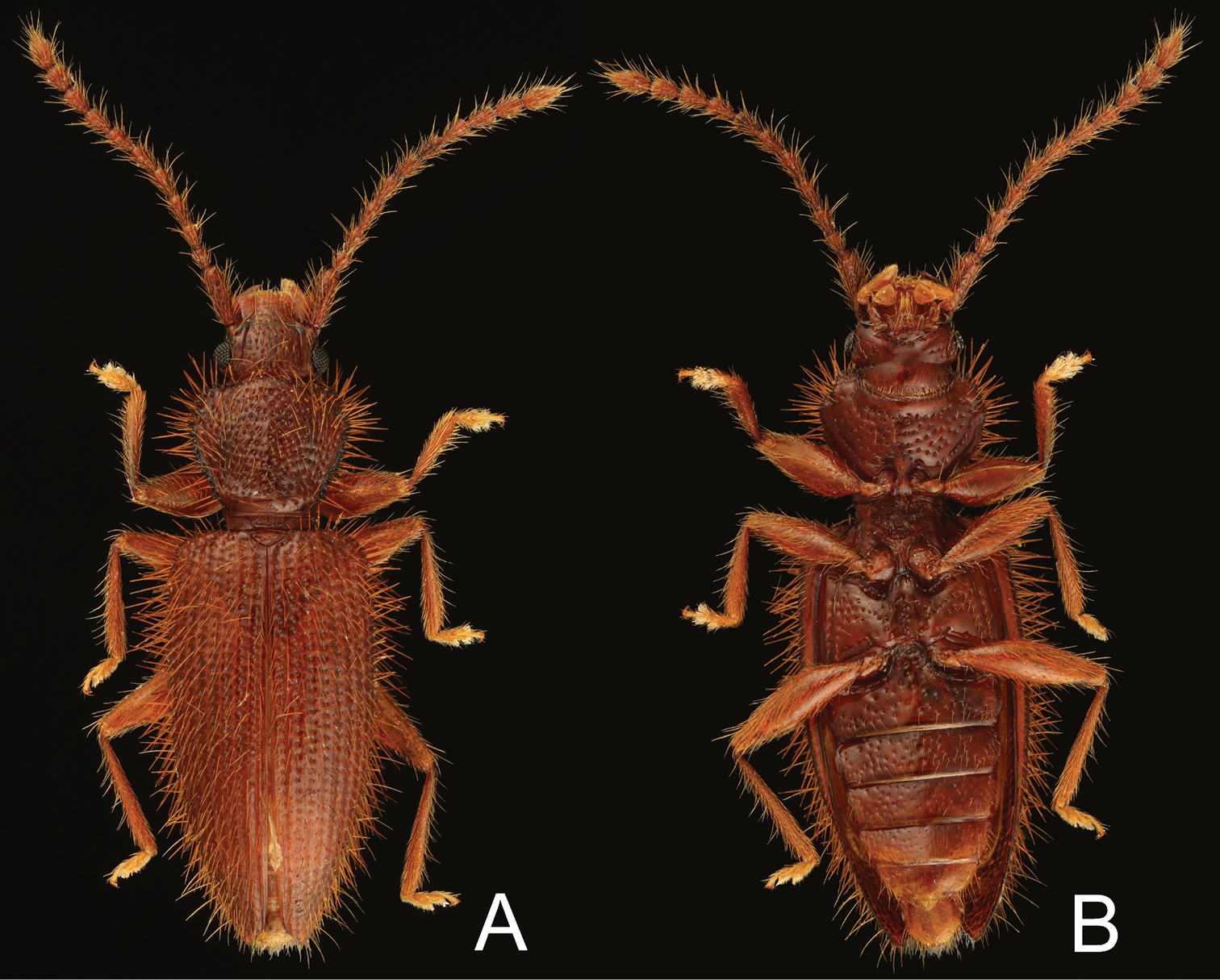
Borneophanus spinosus

Brontinae – podrodzina chrząszczy z rodziny spichrzelowatych.

## Systematyka
Do tej podrodziny zaliczane są 23  żyjące oraz 4 wymarłe rodzaje zgrupowane w dwóch plemionach:
- Plemię: Brontini
  - Australodendrophagus
  - Australohyliota
  - Brontoliota
  - Brontopriscus
  - Dendrophagella
  - Dendrophagus
  - Macrohyliota
  - Megahyliota
  - Microhyliota
  - Notophanus
  - Parahyliota
  - Protodendrophagus
  - Uleiota
  - †Cretoliota[5]
  - †Dendrobrontes[5]
  - †Protoliota[5]
- Plemię: Telephanini
  - Aplatamus
  - Australophanus
  - Borneophanus
  - Cryptamorpha
  - Euplatamus
  - Indophanus
  - Megapsammoecus
  - Psammaechidius
  - Psammoecus
  - Telephanus
  - †Antiphloeus[5]